# Franz Mandl (Physiker)
Franz Mandl (* 1923 in Wien; † 2009) war ein britischer theoretischer Physiker.
Mandl zog als Kind mit seiner Familie nach Berlin und kam 1936 als jüdischer Flüchtling mit seiner Familie nach England. Sein Vater war Elektroingenieur. Mandl ging in Sheffield zur Schule und studierte mit einem Stipendium Physik an der Universität Oxford, an der er promoviert wurde. Nach Post-Doktoranden-Aufenthalten in den USA war er am Atomic Energy Research Establishment in Harwell und wurde später Reader an der University of Manchester.
Er ist durch eine Reihe von Physik Lehrbüchern bekannt. Er arbeitete mit Arvid Herzenberg in der Atomphysik zusammen.
Er war ein talentierter Cellist. Er war mit der Mathematikerin Betty Clifford verheiratet und hatte eine Tochter.

## Schriften
- Franz Mandl: Statistical Physics. 2. Auflage. Wiley, Hoboken 2013, ISBN 978-1-118-72343-2 (englisch).
- Franz Mandl, Graham Shaw: Quantum Field Theory. 2. Auflage. Wiley, Hoboken, N.J 2010, ISBN 978-0-471-49683-0 (englisch).
- Deutsche Ausgabe übersetzt von Ralf Bönisch: Franz Mandl, Graham Shaw: Quantenfeldtheorie. 1.  Auflage. Aula-Verlag, Wiesbaden 1993, ISBN 978-3-89104-532-9.
- Franz Mandl: Quantum Mechanics (= The Manchester Physics Series). Wiley, Chichester [England] ; New York 1992, ISBN 978-0-471-92971-0 (englisch, archive.org).
- Franz Mandl, Graham Shaw: Quantum Field Theory. Wiley-Interscience, Hoboken, N.J 1984, ISBN 0-471-90650-6 (englisch, archive.org).
- Franz Mandl: Statistical Physics. Wiley, Hoboken 1971, ISBN 0-471-56658-6 (englisch, archive.org).
- Franz Mandl: Introduction to Quantum Field Theory. Interscience Publishers (John Wiley & Sons), New York 1959 (englisch, archive.org).
- Franz Mandl: Quantum Mechanics. Butterworths, London 1957 (archive.org).